# 何宁卡
何宁卡（1959年6月—），男，汉族，湖南平江人，中华人民共和国政治人物。复旦大学数学系数学专业毕业，长沙铁道学院科研所经济数学专业硕士，中南大学铁道学院概率论与数理统计专业博士。

## 生平
1982年2月参加工作。1986年12月加入中国共产党。历任中国人民银行珠海分行行长、党组书记、外管局局长；珠海市人民政府副市长、常务副市长、市高新区党委书记等职。2012年1月，任中共珠海市委副书记、市长及党组书记。2015年2月，任广东省发展和改革委员会党组书记。2017年3月，不再担任广东省发改委党组书记。2018年3月30日，不再担任广东省发改委主任职务。